# Pancratium donaldii
Pancratium donaldii là một loài thực vật có hoa trong họ Amaryllidaceae. Loài này được Blatt. mô tả khoa học đầu tiên năm 1930.